# Schwerfermionenmetall
Schwerfermionmetalle sind Metalllegierungen, die aufgrund stark korrelierter Elektronensysteme ungewöhnliche Eigenschaften besitzen. Es handelt sich meist um Verbindungen mit Lanthanoiden wie Cer oder Actinoiden wie Uran. Einige zeigen unkonventionelle Supraleitung (Schwere-Fermionen-Supraleiter).
Der Begriff des schweren Fermions bezieht sich auf die effektive Masse, die die Elektronen (die zu den Fermionen gehören) durch ihre Wechselwirkung mit dem periodischen Potential des Festkörpers oder mit anderen Elektronen erhalten. Dadurch verhalten sie sich wie freie Elektronen, nur mit einer modifizierten Masse (Quasielektron). Er hat nichts mit den schweren Fermionen der Elementarteilchenphysik, also den schweren Quarks und Leptonen der zweiten und dritten Generation zu tun; Schwerfermionenmetalle sind somit ebenfalls wie alle andere gewöhnliche Materie aus den leichten Elementarteilchen aufgebaut.
Schwerfermionenmetalle zeigen bei tiefen Temperaturen ungewöhnlich hohe Beiträge der Elektronen zur spezifischen Wärme, die bis zu tausendmal größer ist als aus der Sommerfeld-Theorie der Metalle erwartet. Das entspricht Elektronen mit hoher effektiver Masse. Außerdem zeigen sich Unterschiede zu normalen Metallen in der magnetischen Suszeptibilität und der Temperaturabhängigkeit der Leitfähigkeit.
Es gibt verschiedene Theorien über die Ursache des ungewöhnlichen Verhaltens, bei denen die teilweise gefüllten 4f- und 5f-Schalen der charakteristischen Legierungsbestandteile (Lanthanoide, Actinoide), die stark korrelierte Systeme mit den Leitungselektronen bilden, eine Rolle spielen. Dabei wirken die Coulombabstoßung der Elektronen in den teilgefüllten Schalen und die Mischung mit den Valenzorbitalen der anderen Legierungsbestandteile zusammen.

## Schwere-Fermionen-Supraleiter
Einige Schwerfermionenmetalle zeigen eine unkonventionelle Form von Supraleitung, die zuerst von Frank Steglich 1979 an CeCu2Si2 bei einer Supraleiter-Sprungtemperatur von 0,7 Kelvin entdeckt wurde. Weitere Beispiele sind UPt3 und UPd2Al3 mit 2 Kelvin Sprungtemperatur. Der bisher höchste Wert der Sprungtemperatur lag bei 2,3 Kelvin für CeCoIn5 (Cer-Cobalt-Indium5). Sie sind Beispiele für unkonventionelle Supraleiter, die nicht auf dem Austausch von Gitterschwingungen (Phononen) wie gewöhnliche Supraleiter basieren. Dort bewegen sich die Elektronen sehr viel schneller als die Phononen, was die Bindung von Cooperpaaren über Phononen ermöglicht (die Coulombabstoßung verhindert deren Bildung aufgrund der verzögerten Wechselwirkung über den Phononenaustausch nicht). Bei schweren Fermionen ist die Geschwindigkeit der Elektronen allerdings stark reduziert, sodass der gewöhnliche BCS-Mechanismus der Supraleitung nicht greift. Es gibt Hinweise dafür, dass stattdessen Spindichtewellen eine Rolle spielen. CeCu2Si2 war auch ein überraschendes Beispiel für die bei gewöhnlichen Supraleitern nicht vorhandene Koexistenz von Magnetismus und Supraleitung, da die Cer-Ionen ein lokales magnetisches Moment haben. Die magnetischen Momente sind sogar wesentlich für die Supraleitung: Ersetzt man bereits wenige Prozent des Cers durch Lanthan (nicht magnetisch, die entsprechende Verbindung  LaCu2Si2 ist auch kein Supraleiter), verliert die Substanz ihre supraleitenden Eigenschaften. Umgekehrt zerstören schon wenige Prozent von Cer bei gewöhnlichen Supraleitern die supraleitenden Eigenschaften.

## Quantenkritikalität
In den Phasendiagrammen von Schwerfermionenmetallen kann es Quantenphasenübergänge und stark ausgeprägtes quantenkritisches Verhalten geben. Hierbei sind die Quantenphasenübergänge oft antiferromagnetische Übergänge, deren Néel-Temperatur durch einen externen Parameter (z. B. Druck, Dotierung, Magnetfeld) bis zur Temperatur von 0 K unterdrückt wird. Im entsprechenden Phasendiagramm gibt es in der Nähe eines derartigen Quantenphasenüberganges oft starke Abweichungen von den klassischen Vorhersagen der Theorie der Fermi-Flüssigkeiten. Deshalb werden entsprechende Schwerfermionenmetalle in diesen Regimes als „Nicht-Fermi-Flüssigkeiten“ bezeichnet.